# Turkos
Den här artikeln handlar om mineralet turkos, för färgen se Turkos (färg).

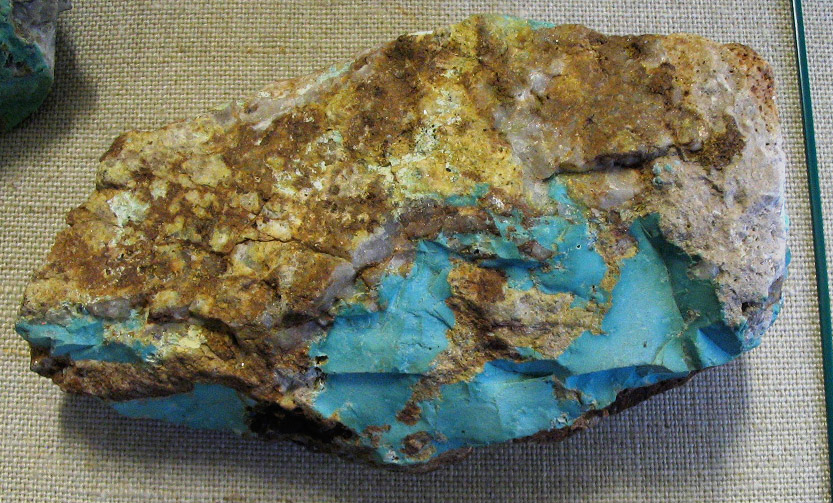
Massiv turkos i en matris av kvarts. Arizona, USA.

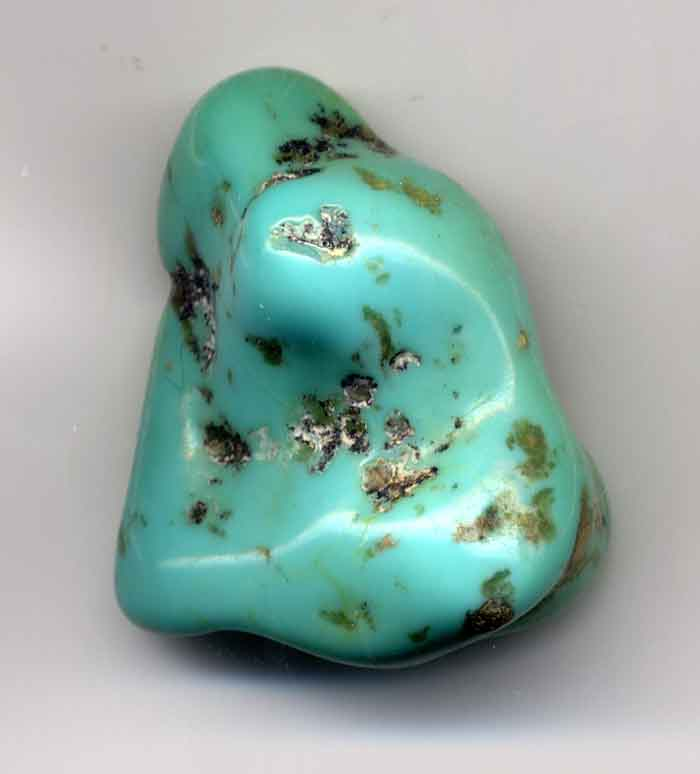
Turkos med grön färg och därför av lägre klass. Omkring 2,5 centimeter.

Turkos är ett blått- till grönfärgat kryptokristallint, sekundärt fosfatmineral med den kemiska sammansättningen CuAl6(PO4)4(OH)8·4H2O.
Turkos är sällsynt och finare fyndigheter är dyrbara. Dess unika färgton har gjort att den använts till smycken och dekorativa inlägg under flera tusen år. Liksom fallet är för många andra opaka halvädelstenar har syntetisk turkos och imitationer, som kan vara mycket svåra att skilja från naturlig turkos, i modern tid gjort att dess popularitet minskat.
Ordet "turkos" är gammalt och kommer förmodligen från franskans pierre turquoise, "turkisk sten". Namngivningen bygger på en missuppfattning; turkos förekommer inte i Turkiet, men handeln mellan turkarna och Västeuropa gjorde att den kom att associeras med Mindre Asien. Den förekommer i stället i Iran och Afghanistan, där den kallas "firuze".

## Egenskaper
Turkos har en kryptokristallin grundmassa och de mycket små kornen gör att mineralets egenskaper varierar kraftigt. Det är skört med en maximal hårdhet något lägre än 6 på Mohs hårdhetsskala eller något högre än vanligt fönsterglas. Skörheten gör också turkos poröst med en relativ densitet på 2,60–2,90. Trots den relativt låga hårdheten tål turkos att poleras. Kristallerna är inte skönjbara för blotta ögat men genom röntgenanalys har man lyckats påvisa att mineralets kristallstruktur är triklint.
Färgen är lika varierande som mineralets övriga egenskaper; från vitt till blekt blått (av kopparn), från blågrönt till gulaktigt grönt (då järn substituerar aluminium). Turkos har en vaxartad glans och är vanligen opak men tunna sektioner kan vara semitransparenta. Strecket är blekt blått och brottet mussligt vilket ger vaxglansen. Turkos är inte lösligt i upphettad saltsyra. I turkos kan förekomma korn av pyrit eller mörka ådror av mörkt limonit.
Brytningsindex (mätt med natriumljus 589,3 nanometer) för turkos är omkring 1,61–1,62. Detta är dock endast ett medelvärde och mätningar med gemmologiska refraktometrar kan ge högst olika resultat beroende på turkosens polykristallina natur. Från enstaka, sällsynta prover har 1,61–1,65 uppmätts med en positiv biaxiell dubbelbrytning på Δ0,04. I ett absorptionsspektrum erhållet med ett spektroskop syns (vid starkt reflekterat ljus) en linje vid 432 nanometer och ett svagt band vid 460 nanometer. Långvågig ultraviolett strålning får turkos att fluorescera i grönt men varken kortvågig ultraviolett strålning eller röntgenstrålning ger samma effekt.

## Uppkomst
Turkos är ett sekundärt mineral och bildas supergent då sura vattenlösningar filtreras vid vittring och oxidation av andra mineral. Exempelvis kan kopparn komma från en primär kopparsulfid som kopparkis eller sekundära karbonater som malakit eller azurit; aluminiumet kan komma från fältspat; och fosforn från apatit.
Klimatfaktorer tycks ha avgörande betydelse eftersom turkos främst förekommer i torra regioner som sprickfyllningar och noduler i magmatiska bergarter, ofta tillsammans med limonit och andra järnoxider. Turkos mineraliseras vanligen ned till djup på mindre än tjugo meter, även om mineralet kan förekomma på större djup då sekundära lösningar tränger ned i sprickor.
Även om turkos vanligen sägs ha ett supergent ursprung finns hypoteser som istället förordar ett hypogent ursprung. Enligt dessa ska hydrotermiska processer föra vattenlösningarna upp till de översta jordlagren från stora djup. När lösningarna svalnar vid jordytan ska de reagera med och filtrera bort grundämnen från äldre mineral för att fällas ut i sprickor i den omgivande bergarten. Många förekomster av turkos stämmer dock dåligt överens med ett förmodat hypogent ursprung. Fynd av vätskeinneslutningar med två faser i turkoskorn pekar på förhöjda homogeniseringstemperaturer på 90–190 °C, vilket återstår att förklara.
Turkos är nästan alltid kryptokristallint och massivt utan kristallplan och kristaller, även på mikroskopisk nivå, är mycket sällsynta. Turkos saknar helt karaktäristisk yttre form och förekommer istället vanligen i sprickfyllningar med nodulär, botryoidal habitus. Turkos i form av stalaktiter har observerats och turkos kan genom pseudomorfos ersätta fältspat, apatit, andra mineral och till och med fossil – odontolit är fossil av ben, tänder eller elfenben som ersatts av turkos eller något annan fosfatmineral som till exempel vivianit. Sammanväxt med andra sekundära mineral som krysokolla är vanlig.

## Förekomst

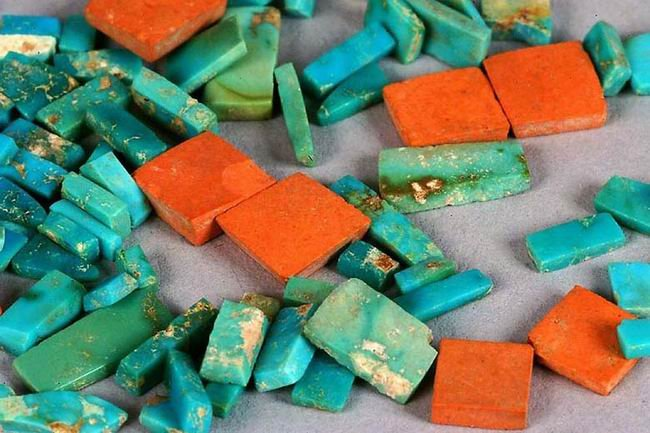
Precolumbianska (pueblo) argillitstenar från omkring 1020–1140 e.Kr. Turkosen uppvisar den för amerikansk turkos karaktäristiska färgvariationen.

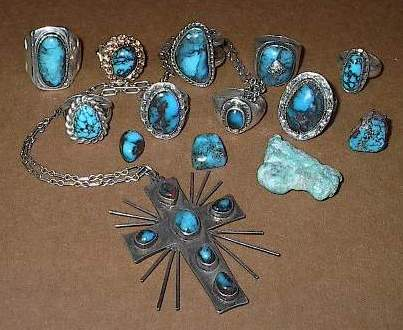
Smycken av "Bisbee Blue".

Turkos hör till de första ädel- och halvädelstenar som människan började bryta. De flesta ursprungliga historiska fyndorter har tömts och övergivits men några enstaka är faktiskt ännu aktiva. Fynden vid dessa gruvor är begränsade vilket gör driften vid dessa orter småskalig och ofta helt manuell. Dessutom ligger dessa fyndorter ofta otillgängligt till och utvinningen är ofta säsongsbaserad.
Turkos förekommer även som biprodukt vid storskaliga koppargruvor, i synnerhet i USA.

### Iran
I minst två tusen år har den historiska region som kallats Persien varit den mest betydelsefulla producenten av turkos. Den "perfekt" himmelsblå fyndigheten är begränsad till det gruvtäta berget Ali-mersai i Khorasan i nordöstra Iran. Där är en vittrad trakyt värdbergart som förekommer både in situ mellan lager av limonit och sandsten och som talus vid bergets fot.
Den iranska turkosen är tillsammans med den från Sinaihalvön de äldsta kända och förmodligen källan till det första turkosmaterialet som hitta till Europa. Trots vita fläckar gör den iranska turkosens hårdhet och eftertraktade blå färg att fynden där hör till de högst värderade.

### Sinai
Förmodligen redan före den första dynastin i Egypten (3 000 f.Kr.) utvanns turkos på Sinaihalvön som kallades "Turkosens land". I regionen finns sex gruvor alla belägna längs med halvöns sydvästra kust på ett område på omkring 650 km². De två viktigaste gruvorna, förmodligen också de äldsta i världen, är Serabit el-Khadim och Wadi Maghareh.
Turkosfyndigheter förekommer i sandsten som täcks, eller varit täckt, av basalt. Koppar- och järngruvor förekommer i samma område men storskalig turkosutvinning är olönsam. Lokala beduiner utvinner ibland turkos med hjälp av hemmagjorda sprängmedel och riskerar livet både genom kollapsande gruvgångar och störtfloder.
Egyptisk turkos är något grönare och har starkare lyster än iransk men betraktas som stabil. Dess yta innehåller små blå skivor som turkos från andra lokaliteter saknar. Israeliska fynd av turkos, krysokolla och malakit i Eliat kallas "Israels nationalsten" och säljs som turistföremål av lokala hantverkare.

### USA
I sydvästra USA finns betydande fynd av turkos, bland annat i Arizona, Kalifornien, Colorado, New Mexico och Nevada. I New Mexico och Kalifornien utvanns turkos med stenredskap av ursprungsbefolkningen. Fyndigheterna i New Mexico är helt uttömda men i Kalifornien återstår en gruva där turkos utvinns kommersiellt.
Turkos förekommer som ådror eller sprickofyllnader och som kompakta och små klimpar. De flesta fyndigheterna är av låg kvalité men sällsynta fyndigheter kan konkurrera med iransk turkos vad gäller stabilitet och färgton. I Arizona utvinns turkos som en biprodukt vid koppargruvor och delstaten är med sin "Bisbee Blue" den viktigaste producenten av turkos. En annan betydande producent är Nevada som har 75–100 gruvor i drift.
I Virginia upptäcktes 1912 enskilda, vanligen mindre än en millimeter stora, turkoskristaller. Fram till 1980-talet trodde man att detta var den enda fyndorten för dessa kristaller, men sedan dess har de eftertraktade kristallerna hittats på ytterligare 27 platser.

### Andra fyndorter
I Kina har turkos utvunnits i åtminstone 3 000 år. Högkvalitativ turkos hittas i vittrad kalksten i Hubei-provinsen. I Tibet har grön turkos länge varit uppskattat och högkvalitativa (men ifrågasatta) fynd har rapporterats från de västra och östra regionerna. Enligt Marco Polo utvanns turkos i dagens Sichuan.
Turkos förekommer även i Afghanistan, Australien, Chile, Cornwall, Sachsen, Schlesien och Turkestan.

## Historia

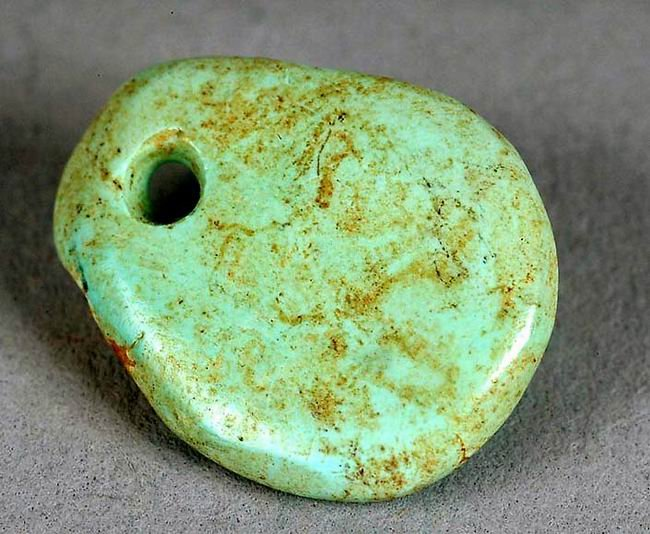
Pueblo-hängsmycke från 1000–1040 e.Kr. Handel med liknande smycken tros ha gjort puebloindianer rika.

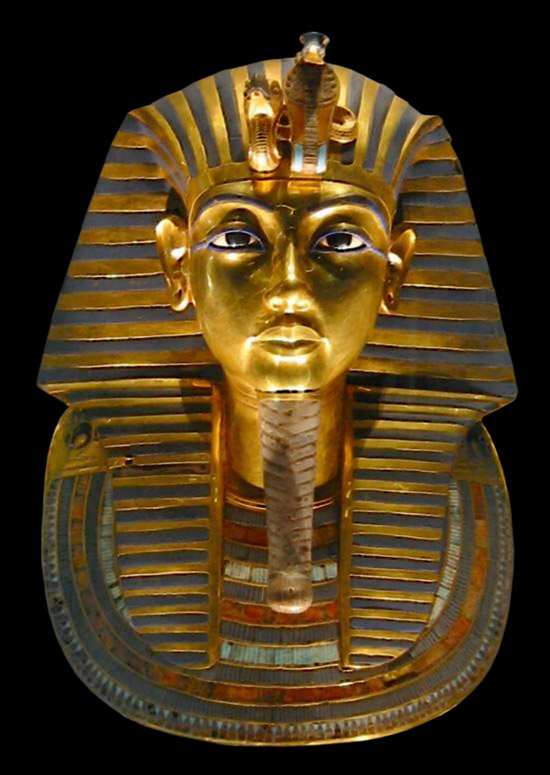
Tutankhamuns mask.

Turkosens färg har uppskattats i de flesta tidiga civilisationer: Forntida Egypten, aztekerna, Persien, Mesopotamien, Indusdalen och, i begränsad omfattning, även i Kina sedan Shangdynastin. Trots att turkos hör till de allra äldsta ädelstenarna förekommer den bara sällsynt i Europa före 1300-talet. Turkos tycks ha varit helt okänt i Indien förre Mogulriket och i Japan ända fram till 1700-talet. I många av dessa civilisationer antogs turkos ha profylatiska egenskaper och man trodde att stenen kunde ändra färg beroende på ägarens hälsa och skydda denne mot faror.
Aztekerna använde turkos i mosaiker tillsammans med guld, kvarts, malakit, beckkol, korall och skal. Mosaikerna applicerades på ceremoniella masker, knivar och vapensköldar. Kåda, bitumen och vax användes för att binda turkosen vid underlaget, vanligtvis av trä men ibland även ben och till och med kranier.
Även pueblo, navajo och apache använde turkos till amuletter och till mosaiker i skulpturer. I modern tid har dessa och andra indianer producera smycken med tydliga europeiska influenser.
I Persien hade turkos mycket hög status och användes dekorativt både i klädnader och i arkitekturen, till exempel moskén i Isfahan. Persiska konstföremål graverades ofta med arabiska inskriptioner som fylldes med guld.
Persiska turkosarbeten fick stort inflytande på den indiska konsten under Mogulriket där den användes i guldsmycken vid sidan av rubiner och diamanter och Taj Mahal.
Cabochoner av importerad turkos tillsammans med korall var (och är fortfarande) vanligt i silver- och guldsmycken från Tibet och Mongoliet där man föredrog den gröna nyansen. De flesta smycken som tillverkas idag, med turkos i form av oregelbundna cobochoner omgivna av silver, är billiga exportprodukter avsedda för den västerländska marknaden och gör förmodligen inte den ursprungliga stilen rättvisa.
Egyptierna använde turkos redan under den första dynastin eller kanske till och med tidigare. Det mest kända egyptiska konstverket är dock Tutankhamuns mask med sina turkosinläggningar. Egyptiska ringar och halssmycken i guld bar inläggningar av turkos tillsammans med karneol, lapis lazuli och, i senare arbeten, färgat glas. Egyptierna associerade turkos med gudinnan Hathor. Mineralet var så omtyckt att det förmodligen blev den första ädelstenen som började imiteras i form av den keramiska produkten fajans.
Franska arkeologiska utgrävningar i Egypten i slutet av 1800-talet och början av 1900-talet gjorde att intressent för turkos ökade kraftigt i väst under samma period och turkos började förekomma i smycken, arkitektur och annan konst. I dag förekommer turkos mest i form av cabochoner omgivna av silver eller som pärlor på halsband.

## Imitationer

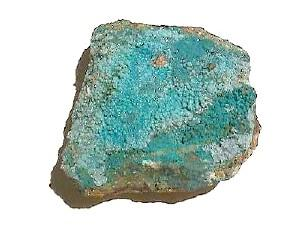
Krysokolla och andra naturligt blå- eller blågröna material används ofta till att imitera turkos.

Redan i forntidens Egypten började man imitera turkos i form av fajans och senare har emalj använts. I modern tid har porslin, plast och mer avancerade material med olika sammansättning av koppar och aluminium fått tjäna samma syfte. Vanligtvis är dess imitationer lätta att skilja från äkta turkos, men 1972 introducerade Pierre Gilson ett gott syntetisk alternativ. Hans produkt liknar turkos från Nevada med "spindelnäts"-matris, men har dock en annan kemisk sammansättning än äkta turkos på grund av ett bindemedel som används.
Den vanligaste imitationen av turkos är färgat howlit och magnesit. Båda mineralen är naturligt vita och den tidigare har dessutom naturlig ådring som starkt påminner om turkos. Färgat kalcedon, jaspis och marmor förekommer också men är mindre vanligt och inte alls lika övertygande. Andra imitationsmaterial som förekommer är variscit, faustit, kryskolla, lazulit, zinkspat, variscit, hemimorfit och wardit. Tidigare förekom dessutom omfattande gruvdrift i södra Frankrike i jakten på odontolit, fossilerade ben eller tänder som färgas naturligt blå av mineralet vivianit.
Gemmologer kan avslöja imitationer genom en serie tester, vanligtvis icke-destruktiva undersökningar. Hos äkta turkos är ytan slät och ljust blå med fläckar av vitt material. Imitationer brukar ha en helt annan struktur och färg, vanligen mörkt blått med en kornig eller sockerliknande struktur. Glas och plast har en helt annan genomskinlighet och innehåller under ytan dessutom vanligen bubblor eller flödeslinjer. Färgade imitationer kan dessutom uppvisa fläckar mellan korngränserna.
Destruktiva tester kan vara nödvändiga för att avslöja vissa imitationer. Utspädd saltsyra får karbonater som odontolit och magnesit att avge gas och howlit att ändra färg till grönt. Vid upphettning avslöjar sig plastmaterial genom sin typiska lukt. Även skillnader i relativ densitet, brytningsindex, ljusabsorbering och andra fysiska och optiska egenskaper kan användas för att identifiera äkta eller falsk turkos.
Mängden imitationer överstiger med all säkerhet mängden äkta turkos på marknaden.

## Behandling
Turkos behandlas både för att förbättra dess utseende och dess hållbarhet. Vax och olja var de första behandlingsmedlen som användes för att förbättra turkosens färg och lyster. Dessa traditionella behandlingsmetoder är allmänt accepterade, om inte annat för att det ursprungliga mineralet vanligen är av hög kvalité om bara dessa material används.
I modern tid har tryckimpregnering av epoxi, plast och vattenglas i annars osäljbar turkos börjat användas, metoder som förutom att förbättra hållbarheten också ökar lystern. Dessa metoder betraktas av många som en alldeles för radikal förädling av ursprungsmaterialet trots att behandling med vattenglas och plast ger ett betydligt hållbarare resultat och dessutom kan användas på turkos som är för ömtåligt för olja och vax. Impregneringsmetoden introducerades i USA under 1950-talet och idag behandlas nästan all amerikansk turkos med metoden.
Inoljade och vaxade stenar tenderar till att "svettas" om de utsätts för lite hetta eller exponeras i solen, någon som efter lång tid kan leda till att ytan täcks av en vit hinna. Berlinerblått och andra pigment betraktas av många som otillåtna behandlingsmedel oavsett i vilken omfattning och i vilket syfte som pigmentet används. Många och mycket små fynd av turkos kan ibland pulveriseras för att sedan bindas ihop till en sten. Sådana "rekonstruerade" turkoser innehåller nästan alltid andra material än turkos (vanligtvis bara imitationsmaterial).
En turkos är ofta tunn vilket gör den ömtålig. Genom att fästa den vid ett stabilt underlag skyddar man stenen. Ibland kan turkos fått behålla en del av värdbergarten som stöd.

## Värdering och vård

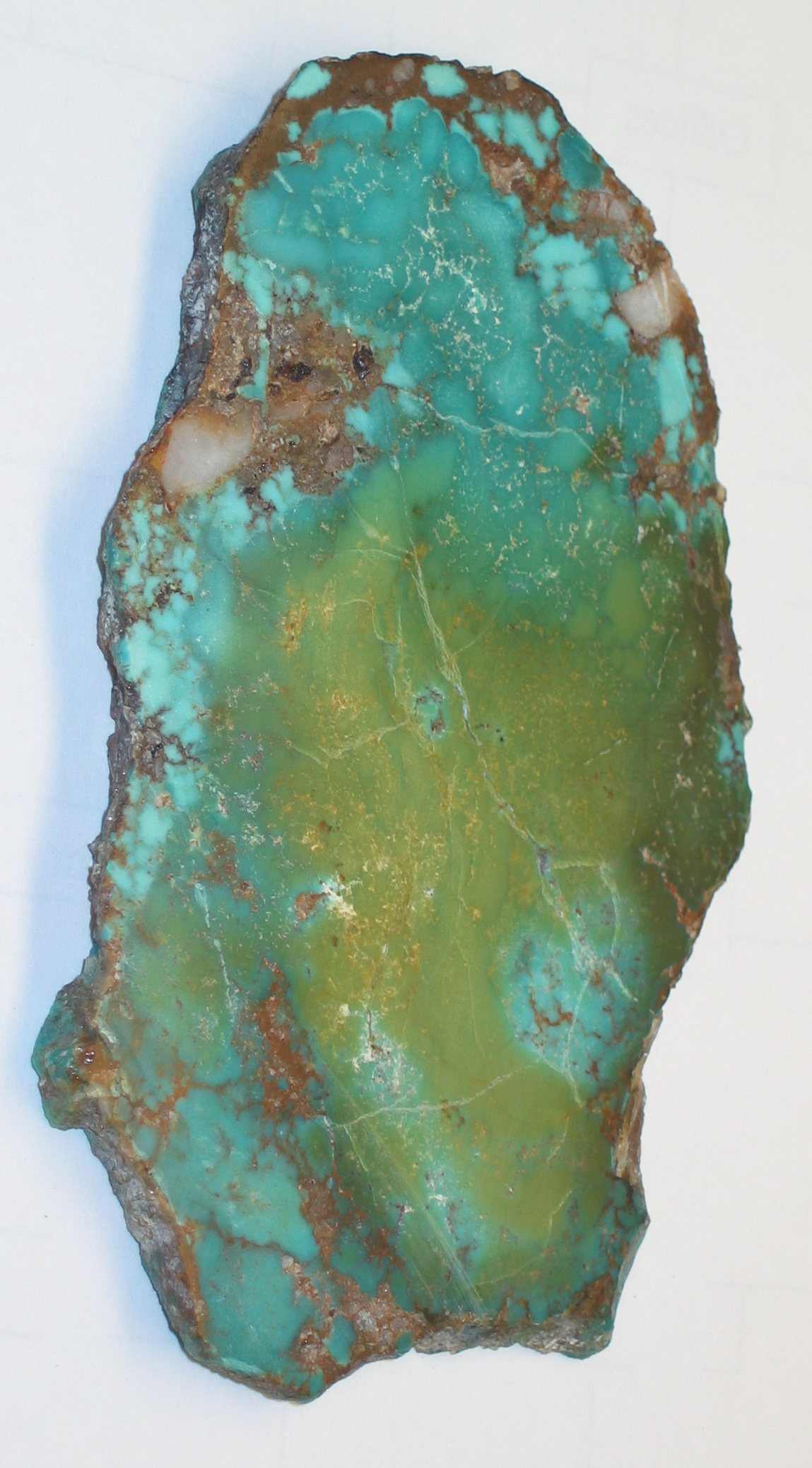
Turkosskiva med en matris med stor färgvariation.

Turkos uppskattas främst för sin färg och det är den himmelsblå färgen som är den högst värderade. I Tibet sägs dock den gröna nyansen vara den favoriserade. Oavsett färg får turkosen inte vara för mjuk eftersom sådana stenar tenderar att missfärga sig och falla sönder med tiden.
Värdbergarten eller matrisen syns som stänk eller nätverk av bruna eller svarta ådror i stenen. Sådana mönster kan göra stenen mer värdefull om det betraktas som förskönande, något som dock är ovanligt. Sådana ådringar uppskattas i sydvästra USA och i Östasien men inte i Mellanöstern där man föredrar slät turkos. Vanligen värderas en enhetlig kolorit högt, liksom hantverksmässighet och symmetri i polerade stenar. Viss efterfrågan på så kallade "kalibrerade" stenar, det vill säga stenar som anpassats till gemmologiska standarder, finns också. Turkos värderas normalt efter storlek räknat i millimeter snarare än efter vikt.
Turkos kan behandlas på många olika sätt vilket kraftigt kan påverka värderingen. Ingen allmänt accepterad standard finns, men egentligen är det bara behandling med vax och olja som är en allmänt accepterad behandling. Denna behandling förstärker stenens färg och glans men, om stenen är av hög kvalitet, absorberar mycket lite av vaxet och oljan. Generellt värderas obehandlad turkos alltid högre. Så kallad "rekonstruerad" turkos betingar betydligt lägre priser.
Turkos är ett fosfatmineral och är mycket känsligt för lösningsmedel, parfym och kosmetika som kan påverka både glansen och färgen. Även längre solexponering kan påverka turkos negativt. Kosmetika, hårsprej, solkräm och liknande ska användas innan man tar på sig turkossmycken som knappast bör bäras på stränder eller andra soliga platser. När smycket inte används bör det förvaras i en separat låda så att det inte skadas av hårdare smycken. Efter användning kan turkoser rengöras försiktigt med en trasa för att undvika att hinnor byggs upp på stenen.